# Izmail Sreznevskij

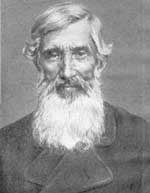
Izmail Sreznevskij.

Izmail Ivanovitj Sreznevskij (ryska: Измаил Иванович Срезневский), född 13 juni (gamla stilen: 1 juni) 1812 i Jaroslavl, död 21 februari (gamla stilen: 9 februari) 1880 i Sankt Petersburg, var en rysk språkforskare.
Sreznevskij blev 1837 professor i politisk ekonomi och statistik vid Charkivs universitet. Redan tidigt började han syssla med slavisk filologi och etnografi och utgav Slovatskija pjesni (Slovakiska folkvisor; 1832), det arkeologiska arbetet Zaporozjskaja starina (1833-38). Hans studier i det ryska slangspråket nedlades i det filologiska arbetet Oferskij jazyk v Rossii (Tjuvspråket i Ryssland; 1839). Efter en studieresa i väst- och sydslaviska länder blev han 1842 professor i slavistik i Charkiv och förflyttades 1847 till Sankt Petersburg. Hans undersökningar om ryska språkets historia, Mysli ob istorii russkago jazyka (1849), bildar epok i den ryska filologins historia vid sidan av Fjodor Buslajevs "Opyt istoritjeskoj grammatiki russkago jazyka". Bland Sreznevskijs många lärjungar märktes Vladimir Lamanskij, Aleksandr Pypin och Anton Budilovitj.
År 1854 blev han ordinarie ledamot av ryska vetenskapsakademien, i vilken han redigerade de filologiska "Izvjestija" (Bulletins), det lexikografiska arbetet Materialy dlja iziasnitelnago i sravnitelnago slovarja. Dessutom gjorde han förberedelser för det stora fornryska ordboksarbete, som började publiceras först tio år efter hans död. Bland hans språkvetenskapliga arbeten (omkring 400) kan nämnas Iz obozrenija glagolitjeskich pamjatnikov (1861-64), Drevnie pamjatniki russkago pisma i jazyka (1861-66), Drevnie pamjatniki pisma i jazyka jugo-zapadnich slavjan (1864), Skazanija ob Antichristě v slavjanskach perevodach (1874) och Paleografitjeskija nabljudenija po pamjatnikam gretjeskago pisma (1876). Dessutom redigerade han textkritiska editioner av ryska medeltidsskrifter (bland annat Afanasij Nikitins indiska reseskildring, "Zadonstjina", "Povjest o Tsaregradě" och "Skazanija o svjatych Borisě i Glebě").